# Luciano Germán Vella
Luciano Vella (Rosario, 13 d'abril de 1981) és un futbolista argentí, que ocupa la posició de defensa.
Comença a destacar a Newell's Old Boys, on disputa 110 partits entre 2002 i 2005. A l'any següent dona el salt a Europa per militar al Cadis CF, amb qui juga a la primera divisió espanyola. El 2008, el Cádiz el cedeix a un conjunt argentí, el Velez Sarsfield.
Després una breu estada al romanès Rapid de Bucarest, el 2009 s'integra a les files de l'Independiente.